# Le Bout du monde (nouvelle)
Pour les articles homonymes, voir Le Bout du monde.
Le Bout du monde (The World's End) est une nouvelle fantastique d'Agatha Christie mettant en scène Harley Quinn et Mr Satterthwaite.
Initialement publiée le 20 novembre 1926 dans la revue Flynn's Weekly aux États-Unis, cette nouvelle a été reprise en recueil en 1930 dans The Mysterious Mr Quin au Royaume-Uni et aux États-Unis. Elle a été publiée pour la première fois en France dans le recueil Mr Quinn en voyage en 1969.

## Personnages
- M. Satterthwaite : sexagénaire, amateur d'énigmes policières.
- Harley Quinn : homme mystérieux.

## Publications
Avant la publication dans un recueil, la nouvelle avait fait l'objet de publications dans des revues :
- le 20 novembre 1926, aux États-Unis, dans le no 6 (vol. 19) de la revue Flynn's Weekly[1] ;
- en février 1927, au Royaume-Uni, no 3 de la série « The Magic of Mr Quin », dans le no 238 de la revue The Story-Teller[1].

La nouvelle a ensuite fait partie de nombreux recueils :
- en 1930, au Royaume-Uni et aux États-Unis, dans The Mysterious Mr Quin[1] (avec 11 autres nouvelles) ;
- en 1969, en France, dans Mr Quinn en voyage (avec 5 autres nouvelles) ;
- en 1991, en France, dans Le Mystérieux Mr Quinn (réédition fusionnant les deux recueils de 1969, Le Mystérieux Mr Quinn et Mr Quinn en voyage).